# Ludwig von Knözinger

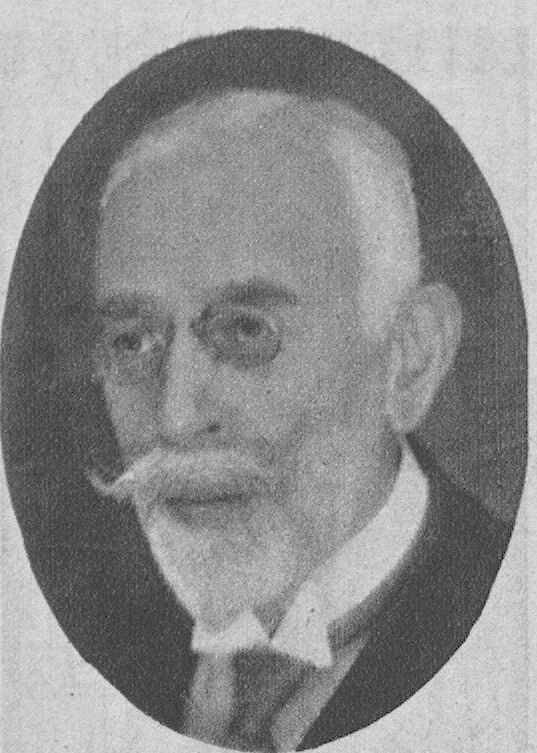
Ludwig von Knözinger, um 1924

Ludwig Knözinger, seit 1918 Ritter von Knözinger, (* 13. April 1862 in München; † 7. Oktober 1943 ebenda) war ein bayerischer Beamter, Präsident des Verwaltungsgerichtshofs und Regierungspräsident von Oberbayern. 

## Leben
Knözinger trat nach dem Studium der Rechtswissenschaften an der Universität München und dem Militärdienst als Einjährig-Freiwilliger bei dem 3. Chevaulegers-Regiment in Freising in bayerische Staatsdienste (1888 Staatskonkurs). Er wirkte u. a. ab 1900 als Bezirksamtmann in Gunzenhausen und ab 1904 als Regierungsrat in München. 1917 bis 1918 war er Staatsrat im Staatsministerium des Innern und wurde durch König Ludwig III. mit dem Ritterkreuz des Verdienstordens der Bayerischen Krone beliehen. Damit verbunden war die Erhebung in den persönlichen Adelstand und er durfte sich nach der Eintragung in die Adelsmatrikel am 30. Januar 1918 „Ritter von Knözinger“ nennen.
1919 bis 1924 war er Präsident des Bayerischen Verwaltungsgerichtshofs. Anschließend wurde er Regierungspräsident von Oberbayern.  Nach Erreichung der Altersgrenze wurde zunächst seine aktiven Dienstzeit verlängert. Am 1. Juli 1930 wurde er in den Ruhestand versetzt, jedoch weiterhin und ohne zeitliche Befristung mit der Weiterführung der Geschäfte betraut. Nach der Machtantritt der Nationalsozialisten erfolgt am 9. März 1933 der Antrag auf sofortige Beurlaubung und Dienstenthebung, ab dem 13. März 1933 wurde er bis auf weiteres krankgemeldet. Am 24. März wurde er mit Wirkung zum 1. April 1933 vom Dienst enthoben.

## Würdigungen
1929 erhielt Knözinger für seine Verdienste um die Erhebung Penzbergs zur Stadt die Ehrenbürgerwürde.